# Resolución 165 del Consejo de Seguridad de las Naciones Unidas
La resolución 165 del Consejo de Seguridad de las Naciones Unidas, adoptada por unanimidad el 26 de septiembre de 1961, después de examinar la solicitud de Sierra Leona  para la membresía en las Naciones Unidas, el Consejo recomendó a la Asamblea General que Sierra Leona fuese admitida.